# Cyrtopholis regibbosa
Cyrtopholis regibbosa is een spinnensoort uit de familie van de vogelspinnen (Theraphosidae). De wetenschappelijke naam van de soort werd voor het eerst geldig gepubliceerd in 1994 door Rudloff.